# Synchaeta litoralis
Synchaeta litoralis är en hjuldjursart som beskrevs av Rousselet 1902. Synchaeta litoralis ingår i släktet Synchaeta, och familjen Synchaetidae. Arten är reproducerande i Sverige.